# Not Me, Not I
"Not Me, Not I" – czwarty singel z debiutanckiego albumu australijskiej wokalistki, Delty Goodrem, zatytułowanego Innocent Eyes i wydanego w 2003 roku.
Utwór opowiada o bólu po utracie ukochanej osoby, co sprawiło, że swego czasu pojawiły się spekulacje, jakoby słowa piosenki odnosiły się do byłego chłopaka Goodrem, Blaira McDonougha.

## Notowania
"Not Me, Not I" zadebiutowała na 2. miejscu australijskiej listy ARIA Singles Chart ustępując tylko utworowi "White Flag" Brytyjki Dido. W pierwszym tygodniu singel rozszedł się w nakładzie 11.505 kopii. W następnym tygodniu okupował już pierwsze miejsce na ARIA stając się czwartym z rzędu singlem Goodrem, który osiągnął szczyt w Australii, co przełamało wcześniejszy rekord trzech kolejnych singli nr 1 należący do Kylie Minogue. "Not Me, Not I" pozostała w pierwszej dziesiątce listy przez dziesięć kolejnych tygodni.
W Wielkiej Brytanii singel zadebiutował i szczytował na 18. pozycji UK Singles Chart, a w Nowej Zelandii osiągnął 11. miejsce.
| Notowanie (2003)                | Pozycja | Wyróżnienia               |
| ------------------------------- | ------- | ------------------------- |
| Australijska ARIA Singles Chart | 1       | —                         |
| Irlandzka Singles Chart         | 25      | —                         |
| Holenderska Singles Chart       | 40      | —                         |
| Nowozelandzka Singles Chart     | 11      | —                         |
| UK Singles Chart                | 18      | —                         |
| Roczne podsumowanie (2003)      | Pozycja | Wyróżnienia               |
| Australijska ARIA Singles Chart | 20      | Platynowa płyta (70,000+) |
| Australijska ARIA Artist Chart  | 6       | Platynowa płyta (70,000+) |

## Teledysk
Teledysk do utworu nakręcono w Sydney, jeszcze we wczesnym stadium rozwoju raka u wokalistki. Wyreżyserował go Michael Spiccia. W klipie Goodrem występuje w charakterystycznej dla jej teledysków scenie gry na fortepianie, widzimy ją także w serii scen, m.in. jaką eteryczną boginkę.

## Wydania singla
| Australijski Singel CD 1. "Not Me, Not I" — 4:24 2. "Right There Waiting" — 3:36 3. "Not Me, Not I" (Instrumental) — 4:24 Australijski Singel CD (wersja alternatywna) 1. "Not Me, Not I" — 4:24 2. "Not Me, Not I" (Recorded Live at [V]HQ) — 3:49 3. "Innocent Eyes" (The Luge Mix) — 5:09 Brytyjski Singel CD 1. "Not Me, Not I" 2. "Right There Waiting" | Brytyjski Singel CD (wersja alternatywna) 1. "Not Me, Not I" 2. "Have Yourself a Merry Little Christmas" 3. "Happy Christmas (War Is Over)" 4. "Not Me, Not I" (na żywo @ VHQ) 5. "Not me, Not I" (video) 6. Delta na ARIA Awards 2003 (wideo) 7. Not Me, Not I (na żywo @ Channel [V] HQ video) Oficjalne remiksy - "Not Me, Not I" (Bacci Bro's Remix) - "Not Me, Not I" (Bacci Bro's Remix Instrumental) - "Not Me, Not I" (Instrumental) |